# Australopithecus sediba

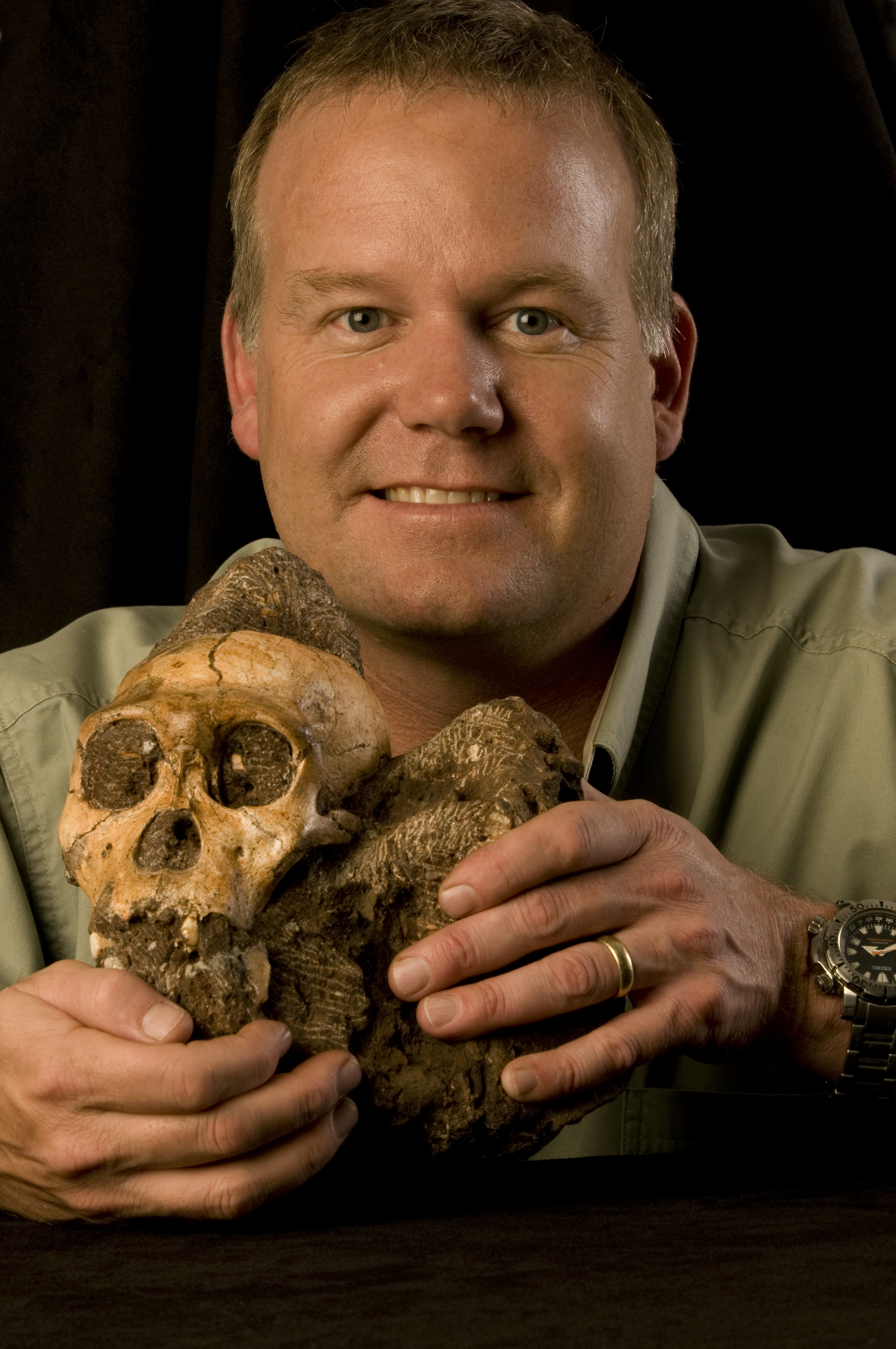
Lee Rogers Berger sosteniendo el cráneo por él descubierto.

Australopithecus sediba es una especie extinta de homínido australopitecino, cuyos únicos restos descubiertos tienen una datación de entre 1,78 a 1,95 millones de años, viviendo en el Calabriense (Pleistoceno medio). La especie es conocida por dos esqueletos parciales descubiertos en la llamada Cuna de la Humanidad, en Sudáfrica: un macho de unos 10 años (holotipo) y una hembra de entre 20 y 30 años (paratipo). Más de 130 elementos de la especie han sido recuperados hasta la fecha, incluyendo un niño de entre 12 y 18 meses. Los esqueletos parciales fueron inicialmente descritos en la revista Science por el profesor Lee Rogers Berger y sus colegas como una nueva especie de los primeros ancestros humanos, llamado Australopithecus sediba ("sediba" significa "manantial" o "pozo de agua" en idioma sesotho).

## Descubrimientos
El primer espécimen de Australopithecus sediba fue hallado por el hijo de Lee Rogers Berger, Matthew, el 15 de agosto de 2008. Mientras exploraba cerca del lugar donde su padre cavaba, en las llanuras del norte de Johannesburgo, Matthew tropezó con un hueso fosilizado. El muchacho alertó a su padre sobre el hallazgo, quien no podía creer lo que veía, "sobresaliendo de la parte posterior de la roca había una mandíbula con un diente, un canino", recordó más tarde. El descubrimiento fue anunciado públicamente el 8 de abril de 2010. También se encontró en el sitio arqueológico, conocido como Malapa, una gran variedad de fósiles de animales, incluyendo dientes de sables, mangostas, hienas y antílopes.
En julio de 2012, científicos del Instituto Wits sobre la Evolución Humana, de la Universidad del Witwatersrand, anunciaron el descubrimiento de un esqueleto de Australopithecus sediba  en una roca que fue extraída de un sitio arqueológico tres años antes. El hallazgo ocurrió en una roca de un metro de diámetro que había permanecido ignorada en un laboratorio, hasta que un técnico percibió un diente en la superficie. La pieza fue sometida a un escáner que reveló lo que parece ser un fémur completo, costillas, vértebras y otras partes importantes de las extremidades.

## Morfología
Los esqueletos revelan que Australopithecus sediba tenía un cerebro relativamente pequeño y unos brazos muy largos, propios de los australopitecos, pero también una cara muy avanzada, con una nariz y dientes pequeños, una pelvis que le permitía caminar erguido y piernas largas. A pesar de que solo se han encontrado restos fragmentarios de su fémur y tibia y que sus pies presentan caracteres primitivos, se ha podido deducir que podía caminar y posiblemente correr como un humano.
Aunque la capacidad craneal estimada es solo de aproximadamente 420 a 450 cc, su pulgar extralargo y sus dedos fuertes sugieren que Australopithecus sediba fue la primera especie en fabricar herramientas, hace 1,9 millones de años.

## Posición filogenética
Los autores de la especie sugieren que es un buen candidato para considerarse una transición entre los Australopithecus africanus hallados en el sur de África (el niño de Taung, la señora Ples) y el Homo habilis, o incluso, un antepasado directo de Homo erectus (niño de Turkana , hombre de Java, hombre de Pekín).
Otros paleoantropólogos, sin embargo, son contrarios a esta tesis de los autores de la descripción inicial. En un artículo publicado en el mismo ejemplar de la revista con la descripción original, se cita a detractores como Tim White y Ron Clarke, que sugieren que los nuevos fósiles podrían representar una rama sudafricana tardía de australopitecos y coetánea con miembros ya existentes del género Homo. En una interpretación más prudente, se basan en la observación de que la mandíbula inferior de Homo rudolfensis descubierta por Friedemann Schrenk, de unos 2,5 m.a., es el fósil más antiguo adscrito al género Homo, claramente más antiguo que los fósiles de Australopithecus sediba. Afirman asimismo que las características de los nuevos fósiles tienen relativamente poco en común con Homo y siguen, por tanto, apuntando a Australopithecus afarensis como su ancestro más probable.
En otra crítica, esta vez taxonómica, planteada en la página web de la revista Nature, se indica que los autores de A. sediba no han tenido en cuenta la amplia variabilidad de Australopithecus africanus como para poder adscribir los nuevos restos a una especie diferente, además de obviar que los rasgos descritos corresponden a ejemplares juveniles y que bien pudieran variar respecto a los adultos.